# نیکول مالینکونی
نیکول مالینکونی (به فرانسوی: Nicole Malinconi) نویسنده قرن بیستم میلادی اهل بلژیک است.